# Itara (strand i Finland)
Itara är en strand i Finland.   Den ligger i landskapet Norra Österbotten, i den centrala delen av landet, 500 km norr om huvudstaden Helsingfors. Itara ligger på ön Hailuoto.